# 球体 (三浦大知のアルバム)
『球体』（きゅうたい、英: Sphere）は、2018年7月11日にSONIC GROOVEより発売された、三浦大知の7作目のアルバム。約3年半の月日をかけ、三浦がプロデューサーのNao'ymtとともに、ヴォーカル×ダンスパフォーマンスの可能性を追求したコンセプチュアルプロジェクトである。アルバムは、CD+DVD、CD+Blu-ray、CDのみの全3形態で発売された。

## 音楽性
本作はアルバム全体としては、アンビエントR&Bや、チルアウト寄りのダンス・ミュージックといった、アメリカを中心としてグローバルなトレンドとなったサウンドとの同時代性を持っている。批評家/ライターのimdkmは、アンビエントR&Bの筆頭でしばしばローファイな録音をコラージュ的に取り入れる――Frank Ocean『Channel Orange』や『Blonde』に対して、本作は一貫してハイファイで、クリアな音像を維持していると指摘している。また本作を特徴づけるサウンドとして、収録曲「円環」や「テレパシー」、「世界」にみられる、80年代の王道をゆくポップスを彷彿とさせるPCM系のドラムマシンやきらびやかなシンセサイザーの音色を挙げている。また本作では「飛行船」などの楽曲で、フューチャー・ベースをはじめとしたEDM以降のダンス・ミュージックが取り入れられている。

## 評価・批評
- 蔦谷好位置は、テレビ朝日系「関ジャム 完全燃SHOW」の企画「売れっ子音楽プロデューサーが選ぶベスト10曲 2018」にて、本作の収録曲「飛行船」を1位に選出し、「日本人の作るポピュラー音楽における芸術性を近年最も感じた曲」と評価した[5]。
- 「ミュージック・マガジン」の鈴木孝弥は、「言葉、歌は美しい」が「サウンドの振り幅、落差の刺激が過剰で、音の意匠そのものを許容しきれない場面」が多いと述べた[1]。
- また同誌は、2021年3月号掲載の「特集 [決定版] 2010年代の邦楽アルバム・ベスト100」にて本作を第27位に選んでいる。音楽評論家の原田和典は選出に際して、「鮮やかすぎる新機軸だ」と本作を評した[6]。
- 上述のimdkmは、著書「リズムから考えるJ-POP史」のなかで、本作『球体』における、グローバルなサウンドにおいて「日本語」「日本」が歌われていることの屈折を指摘。星野源『POP VIRUS』や宇多田ヒカル「Too Proud」をヒントに、"「日本語によるポップ・ミュージック」と「日本のポップ・ミュージック」の同一性を前提としないポップミュージック"＝"「J」なしの「POP」"の可能性の探求を展望し、三浦が海外で築きつつあるファンベースにもその展開を期待しつつ、「J＝日本」をポストグローバリゼーションの時代において再定義/定位する試みの必要性を論じた[7]。

## 公演
アルバムの発売に先立ち、2018年5月25日から6月27日までの間に「"完全独演"公演『球体』」が全国7都市で開催された。公演は、三浦大知自身が演出、構成、振付し、ひとり歌い踊り、この物語を体現する形で開催された。また、同年12月23日21時（日本時間）には、本アルバムの映像特典として収録された「球体」独演がYouTube Premieresにて世界同時配信された。

## 収録曲
| 全作詞・作曲・編曲: Nao'ymt。 |                                        |         |            |      |
| #                             | タイトル                               | 作詞    | 作曲・編曲 | 時間 |
| 1.                            | 「序詞」                               | Nao'ymt | Nao'ymt    | 3:35 |
| 2.                            | 「円環」                               | Nao'ymt | Nao'ymt    | 4:33 |
| 3.                            | 「硝子壜」                             | Nao'ymt | Nao'ymt    | 4:38 |
| 4.                            | 「閾」                                 | Nao'ymt | Nao'ymt    | 2:03 |
| 5.                            | 「淡水魚」                             | Nao'ymt | Nao'ymt    | 4:38 |
| 6.                            | 「テレパシー」                         | Nao'ymt | Nao'ymt    | 5:53 |
| 7.                            | 「飛行船」                             | Nao'ymt | Nao'ymt    | 5:38 |
| 8.                            | 「対岸の掟」                           | Nao'ymt | Nao'ymt    | 6:03 |
| 9.                            | 「嚢」                                 | Nao'ymt | Nao'ymt    | 0:45 |
| 10.                           | 「胞子」                               | Nao'ymt | Nao'ymt    | 2:55 |
| 11.                           | 「誘蛾灯」                             | Nao'ymt | Nao'ymt    | 4:24 |
| 12.                           | 「綴化」                               | Nao'ymt | Nao'ymt    | 4:50 |
| 13.                           | 「クレーター」                         | Nao'ymt | Nao'ymt    | 6:32 |
| 14.                           | 「独白」                               | Nao'ymt | Nao'ymt    | 3:03 |
| 15.                           | 「世界」                               | Nao'ymt | Nao'ymt    | 5:32 |
| 16.                           | 「朝が来るのではなく、夜が明けるだけ」 | Nao'ymt | Nao'ymt    | 6:19 |
| 17.                           | 「おかえり」                           | Nao'ymt | Nao'ymt    | 4:25 |
| 合計時間:                     | 合計時間:                              | 75:46   |            |      |

| #  | タイトル         | 作詞 | 作曲・編曲 |
| -- | ---------------- | ---- | ---------- |
| 1. | 「『球体』独演」 |      |            |